# Список депутатов Верховного Совета АССР Немцев Поволжья
Список депутатов, избранных в Верховный Совет АССР Немцев Поволжья I созыва
Первые выборы в Верховный Совет АССР Немцев Поволжья проходили 26 июня 1938 года, одновременно выбирались депутаты от автономии в Верховный Совет РСФСР 1-го созыва.
Всего по АССР Немцев Поволжья — 147 избирательных округов. Из общего количества избирателей (290 868 граждан, имеющих право голосовать), голосовали 99,8 % от общего количества избирателей (290 290 человек). Во всех избирательных округах по выборам в Верховный Совет АССР Немцев Поволжья голосовало за кандидатов блока коммунистов и беспартийных 288 846 (99,5 % всего числа, участвовавших в голосовании). По данным окружных избирательных комиссий зарегистрировано избрание всех 147 депутатов. В составе избранных депутатов было 100 коммунистов и 47 беспартийных. Женщин в составе депутатов — 33.
1. Сталин Иосиф Виссарионович — Железнодорожный избирательный округ города Энгельса.
2. Молотов, Вячеслав Михайлович — Кировский избирательный округ города Бальцер.
3. Ворошилов, Климент Ефремович — избирательный округ Сельскохозяйственного института города Энгельса.
4. Калинин Михаил Иванович — избирательный округ, Фёдоровский кантон.
5. Каганович Лазарь Моисеевич — Железнодорожный избирательный округ, Краснокутский кантон.
6. Андреев, Андрей Андреевич — Нагорный избирательный округ города Энгельса.
7. Микоян Анастас Иванович — Энгельсский избирательный округ города Марксштадта.
8. Ежов, Николай Иванович — Красноярский избирательный округ, Красноярский кантон.

В городе Энгельс:
1. Шефер, Саломон Саломонович — Пролетарский избирательный округ.
2. Строков, Алексей Иванович — Молоковский избирательный округ.
3. Полянский, Лев Николаевич — Фрунзенский избирательный округ.
4. Петухов, Петр Иванович — Пушкинский избирательный округ.
5. Герр Евгения Моисеевна — избирательный округ типографии.
6. Волков, Михаил Романович — избирательный округ кирпичного завода.
7. Сущев, Алексей Кондратьевич — избирательный округ лесопильного завода.
8. Байракова, Александра Николаевна — избирательный округ «Красный Текстильщик».
9. Однаков, Степан Николаевич — избирательный округ костеперерабатывающего завода.
10. Давтянц, Андроник Андроникович — Центральный избирательный округ.
11. Сперанский, Юрий Филиппович — Свердловский избирательный округ.
12. Ридель, Вольдемар Петрович — Тельмановский избирательный округ.
13. Куликов, Сергей Иванович — Дзержинский избирательный округ.[прояснить]
14. Попов, Борис Венимаминович — Советский избирательный округ.
15. Пшеничников, Николай Гаврилович — избирательный округ мясокомбината.
16. Горбачев, Степан Гаврилович — Анисовский избирательный округ.
17. Сиротенко, Николай Дмитриевич — Городской избирательный округ.
18. Карпов, Петр Васильевич — Пионерский избирательный округ.

В Терновском кантоне:
1. Котенко, Степан Иванович — Терновский избирательный округ.
2. Горячева, Анна Сергеевна — Шумейский избирательный округ.
3. Деккерт, Адам Давидович — избирательный округ совхоза № 104.
4. Несынов, Александр Иванович — Квасниковский избирательный округ.

В Лизандергейском кантоне:
1. Лобов, Леонид Дмитриевич — Безымянский избирательный округ.
2. Гётц, Ида Иоганнесовна — Лизандергейский избирательный округ.
3. Триппель, Маргарета Давидовна — Кеппентальский избирательный округ.
4. Дудецкий, Дмитрий Фомич — Воскресенский избирательный округ.
5. Тараров, Антон Тимофеевич — избирательный округ совхоза № 592.

В Куккусском кантоне:
1. Нихельман, Герберт Фридрихович — Брабандерский избирательный округ.
2. Фрицлер, Фридрих Фридрихович — Бангертский избирательный округ.
3. Кретц, Давид Христианович — Куккусский избирательный округ.
4. Рользинг, Барбара Иоганнесовна — Лаубский избирательный округ.
5. Шефер, Эмилия Августовна — Штраубский избирательный округ.
6. Шартон, Генрих Генрихович — Варенбургский избирательный округ.

В Краснокутском кантоне:
1. Рожкова, Анна Алексеевна — избирательный округ совхоза № 591.
2. Мельников, Федор Дмитриевич — Лавровский избирательный округ.
3. Пичугин, Александр Георгиевич — Краснокутский избирательный округ.
4. Корбмахер, Генрих Генрихович — Розенфельдский избирательный округ.
5. Карпова, Анна Дмитриевна — Шиллингский избирательный округ.
6. Юрганов, Сергей Александрович — Гоффентальский избирательный округ.
7. Фукс, Екатерина Иоганнесовна — Шентальский избирательный округ.
8. Аношин, Иван Семенович — Шендорфский избирательный округ.
9. Бегиян, Арменак Зильфугарович — Гуссенбахский избирательный округ.

В Экгеймском кантоне:
1. Штеле, Фридрих Фридрихович — Фриденфельдский избирательный округ.
2. Гейнц, Яков Христианович — Экгеймский избирательный округ.
3. Корбмахер, Генрих Генрихович — Ней-Бауерский избирательный округ.
4. Русанова, Надежда Васильевна — Дьяковский избирательный округ.
5. Орт, Петр Иоганнесович — Ней-Шиллингский избирательный округ.

В Гмелинском кантоне:
1. Гильдерман, Яков Генрихович — Гмелинский избирательный округ.
2. Бражник, Александр Иванович — Харьковский избирательный округ.
3. Миллер, Амалия Яковлевна — Моргентауский избирательный округ.
4. Герман, Генрих Генрихович — Водяновский избирательный округ.

В Палласовском кантоне:
1. Изингер, Александр Генрихович — Палласовский избирательный округ.
2. Соколовский, Иван Ефимович — Центральный избирательный округ (Палласовка).
3. Кремер, Адольф Карлович — Ней-Галкинский избирательный округ.
4. Нойвирт, Густав Фридрихович — Савинский избирательный округ.
5. Дуржубаев, Кабыш — Франкрейхский избирательный округ.

В Старополтавском кантоне:
1. Морозов, Митрофан Макарович — Салтовский избирательный округ.
2. Засухина, Мария Васильевна — Старополтавский избирательный округ.
3. Фрольцов, Георгий Никитович — Валуевский избирательный округ.

В Иловатском кантоне:
1. Пчелинцева, Анна Сергеевна — Красноярский избирательный округ (русский).
2. Тарасенко, Дмитрий Дмитриевич — Иловатский избирательный округ.
3. Лошаков, Дементий Иванович — Колышкинский избирательный округ.

В Зельманском кантоне:
1. Герман, Константин Михайлович — Прейсский избирательный округ.
2. Мясникова, Александра Михайловна — Ней-Колонийский избирательный округ.
3. Кун, Иосиф Петрович — Бруннентальский избирательный округ.
4. Мазер, Петр Иоганнесович — Визенмиллерский избирательный округ.
5. Климов, Федор Иванович — Зельманский избирательный округ.
6. Шрайнер, Карл Фридрихович — Кировский избирательный округ (Зельман).
7. Зеевальд, Александр Рафаелевич — Штрекерауский избирательный округ.

В Марксштадтстком кантоне:
1. Идт, Яков Яковлевич — Марксштадтский избирательный округ.
2. Альбах, Юлия Андреасовна — Октябрьский избирательный округ (Марксштадт).
3. Гекман, Александр Иоганнесович — Бебельский избирательный округ (Марксштадт).
4. Гофман, Конрад Генрихович — Карл-Либкнехтский избирательный округ (Марксштадт).
5. Гервальд, Давид Давидович — Орловский избирательный округ.
6. Фрибус, Фридрих Георгиевич — Беккердорфский избирательный округ.
7. Бахман, Амалия Яковлевич — Паульский избирательный округ.
8. Генних, Александр Иоганнесович — Калининфельдский избирательный округ.
9. Чесноков, Николай Петрович — Штандский избирательный округ.

В Красноярском кантоне:
1. Рейфегерст, Иван Андреасович — Шведский избирательный округ.
2. Экгардт, Фридрих Конрадович — Нидермонжуский избирательный округ.
3. Брандт, Мария Давидовна — Рейнвальдский избирательный округ.
4. Миллер, Яков, Яковлевич — Шеферский избирательный округ.

В Унтервальденском кантоне:
1. Миллер, Александр Иоганнесович — Шафгаузенский избирательный округ.
2. Каппес, Густав Иоганнесович — Базельский избирательный округ.
3. Эрлиц, Карл Генрихович — Цюрихский избирательный округ.
4. Шпанагель, Христиан Христианович — Нейдорфский избирательный округ.
5. Миллер, Гермина Христиановна — Шенхенский избирательный округ.
6. Киселев, Павел Петрович — Унтервальденский избирательный округ.
7. Функ, Екатерина Абрамовна — Киндский избирательный округ.

В Гнаденфлюрском кантоне:
1. Вишневская, Анна Христиановна — Гнаденфлюрский избирательный округ.
2. Тюхменев, Иван Дмитриевич — избирательный округ совхоза «Спартак».
3. Розенбергер, Давид Генрихович — Эрленбахский избирательный округ.
4. Графов, Арсений Ильич — Миусский избирательный округ.
5. Чернышкин, Виктор Емельянович — Вознесенский избирательный округ.

В Мариентальском кантоне:
1. Брандт, Георг Ростиславович — Мариентальский избирательный округ.
2. Федотов, Александр Алексеевич — Луисский избирательный округ.
3. Моор, Иоганнес Яковлевич — Лилиенфельдский избирательный округ.
4. Вайнбергер, Давид Яковлевич — Урбахский избирательный округ.
5. Гердт, Амалия Генриховна — Александергейский избирательный округ.
6. Миллер, Эмма Адольфовна — Нахойский избирательный округ.

В Федоровском кантоне:
1. Мгарь, Григорий Иванович — Калдинский избирательный округ.
2. Осипова, Анна Михайловна — Семеновский избирательный округ.
3. Гамаюнов, Сергей Ильич — Мокроусский избирательный округ.
4. Симоненко, Константин Григорьевич — Калужский избирательный округ.

В Бальцерском кантоне:
1. Рессин, Илья Салманович — Гукский избирательный округ.
2. Эллер, Иоганнес Иоганнесович — Бальцерский избирательный округ города Бальцер.
3. Рёмер, Наталья Давидовна — Интернациональный избирательный округ города Бальцер.
4. Ауль, Генрих Фридрихович — Сталинский избирательный округ в Норке.
5. Иванов, Иван Спиридонович — Красноармейский избирательный округ города Бальцер.[прояснить]
6. Шотт, Анна Христиановна — Фабричный избирательный округ города Бальцер.
7. Миллер, Иоганнес Иоганнесович — Штейнгардтский избирательный округ в Норке.
8. Фомин, Александр Федотович — Денгофский избирательный округ.
9. Любимцев, Иван Артемьевич — Ахматский избирательный округ.
10. Федоров, Алексей Дмитриевич — Антонский избирательный округ.
11. Вебер, Амалия Яковлевна — Бейдекский избирательный округ.

Во Франкском кантоне:
1. Мелинг, Мария Генриховна — Кратцский избирательный округ.
2. Кунц, Гермина Генриховна — Диттельский избирательный округ.
3. Клинг, Иоганнес Иоганнесович — Ней-Денгофский избирательный округ.
4. Молчанов, Иван Семенович — Вальтерский избирательный округ.
5. Эйрих, Генрих Конрадович — Франкский избирательный округ.
6. Шнайдер, Амалия Генриховна — Рабочий избирательный округ (Гуссенбах).
7. Папст, Александр Максимович — Гуссенбахский избирательный округ.

В Каменском кантоне:
1. Гесс, Филипп Филиппович — Гриммский избирательный округ.
2. Киндсфатер, Яков, Фридрихович — Мессерский избирательный округ.
3. Герасимов, Виктор Яковлевич — Бауерский избирательный округ.
4. Дитц, Александр Петрович — Каменский избирательный округ.

В Золотовском кантоне:
1. Литвиненко, Василий Иванович — Золотовский избирательный округ.
2. Личман, Илья Андреевич — Рогаткинский избирательный округ.
3. Ковалева, Анна Григорьевна — Н. Банновский избирательный округ.

В Добринском кантоне:
1. Крутов, Сергей Петрович — Добринский избирательный округ.
2. Киндсфатер, Георг Георгович — Галкинский избирательный округ.
3. Миллер, Георг Георгович — Дрейшпицский избирательный округ.
4. Лохман, Генрих Иоганнесович — Мюльбергский избирательный округ.
5. Шлотгауэр, Готфрид Фридрихович — Крафтский избирательный округ.
6. Робенау, Вольдемар Людвигович — Келерский избирательный округ.
7. Вайсбек, Анна Иоганнесовна — Штефанский избирательный округ.

В Эрленбахском кантоне:
1. Райер, Петр Георгович — Обердорфский избирательный округ.
2. Юстус, Давид Адамович — Мариенфельдский избирательный округ.
3. Гуммер, Елена Генриховна — Розенбергский избирательный округ.